# Sarsia occulta
Sarsia occulta är en nässeldjursart som beskrevs av Edwards 1978. Sarsia occulta ingår i släktet Sarsia och familjen Corynidae. Inga underarter finns listade i Catalogue of Life.